# Andriej Jarin
Andriej Jarin, ros.: Андре́й Вениами́нович Я́рин (ur. 13 lutego 1970 w Niżnym Tagile) – rosyjski działacz państwowy i polityk, Szef Departamentu Administracji Prezydenta Rosji ds. Polityki Wewnętrznej.
W 2020 roku Unia Europejska nałożyła na Jarina osobiste sankcje w związku z otruciem Aleksieja Nawalnego. Osobom objętym sankcjami nie wolno wjeżdżać do krajów UE, korzystać z tranzytu przez te kraje, ich majątek i fundusze w UE są zamrożone, obowiązuje zakaz udzielania im jakiejkolwiek pomocy ekonomicznej ze strony obywateli UE. W 2010 roku został odznaczony Orderem Przyjaźni Federacji Rosyjskiej. 